# Oberhof (Svizzera)
Oberhof (toponimo tedesco) è un comune svizzero di 602 abitanti del Canton Argovia, nel distretto di Laufenburg.

## Geografia fisica

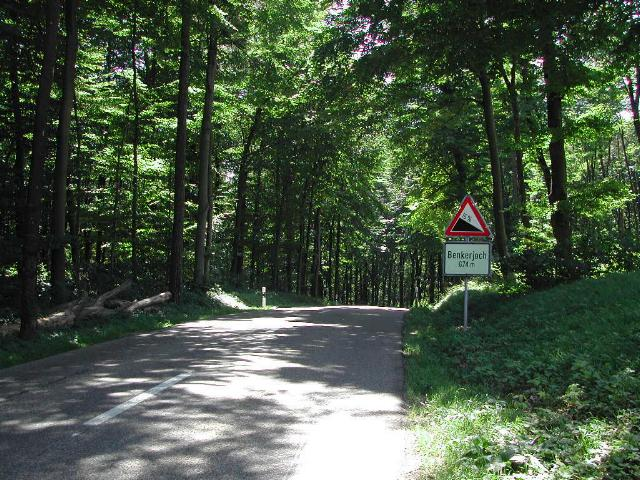
Il Benkerjoch

È collegato al comune di Küttigen attraverso il Benkerjoch, passo del Massiccio del Giura.

## Storia
Il comune di Oberhof è stato istituito nel 1803 per scorporo da quello di Wölflinswil.

## Monumenti e luoghi d'interesse

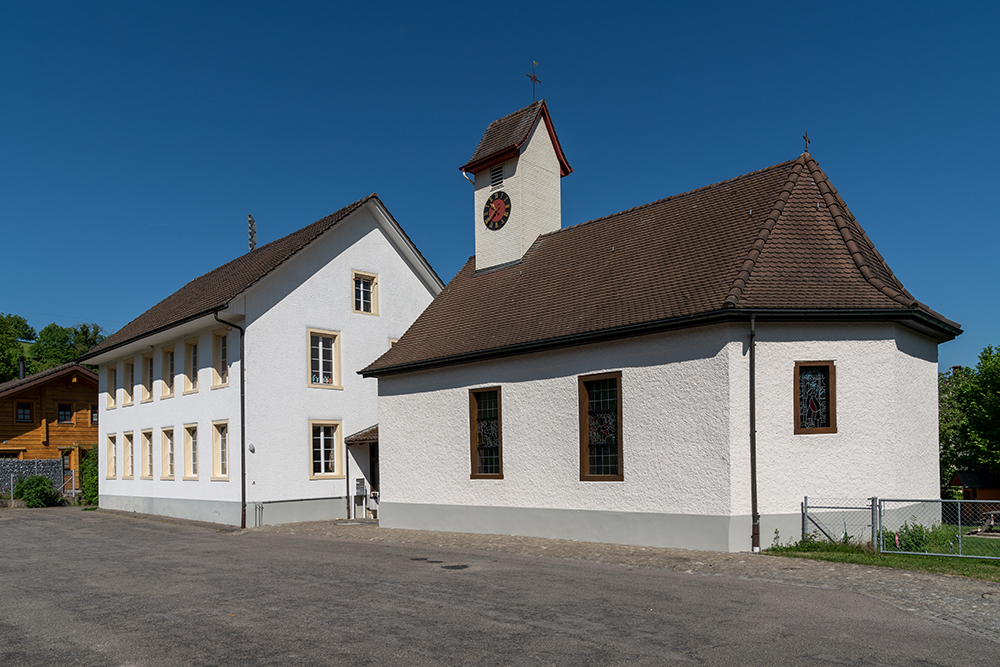
La cappella cattolica di San Giuseppe

- Cappella cattolica di San Giuseppe, eretta nel 1818[1].

## Società

### Evoluzione demografica
L'evoluzione demografica è riportata nella seguente tabella:
Abitanti censiti

## Amministrazione
Ogni famiglia originaria del luogo fa parte del cosiddetto comune patriziale e ha la responsabilità della manutenzione di ogni bene ricadente all'interno dei confini del comune.